# Гергард Глокке
Гергард Глокке (нім. Gerhard Glokke; 26 листопада 1884, Позен — 5 червня 1944, Мюнстер) — німецький офіцер, генерал піхоти вермахту. Кавалер Німецького хреста в сріблі.

## Біографія
1 березня 1903 року вступив у Прусську армію. Учасник Першої світової війни. Після демобілізації армії залишений в рейхсвері. З 15 жовтня 1935 по 12 жовтня 1937 року — командир 16-ї піхотної дивізії. З 26 серпня 1939 року — командувач 6-м військовим округом.

## Звання
- Фанен-юнкер (1 березня 1903)
- Фенріх (18 жовтня 1903)
- Лейтенант (18 серпня 1904; патент від 19 серпня 1903)
- Оберлейтенант (18 серпня 1912)
- Гауптман (28 листопада 1914)
- Майор (28 листопада 1914)
- Оберстлейтенант (18 серпня 1922)
- Оберст (1 лютого 1932)
- Генерал-майор (1 жовтня 1934)
- Генерал-лейтенант (1 жовтня 1936)
- Генерал піхоти запасу (1 вересня 1940)
- Генерал піхоти (1 грудня 1940)

## Нагороди
- Залізний хрест 2-го і 1-го класу
- Ганзейський Хрест (Гамбург)
- Хрест «За військові заслуги» (Брауншвейг) 2-го класу
- Хрест «За військові заслуги» (Австро-Угорщина) 3-го класу з військовою відзнакою
- Королівський орден дому Гогенцоллернів, лицарський хрест з мечами
- Почесний хрест ветерана війни з мечами
- Медаль «За вислугу років у Вермахті» 4-го, 3-го, 2-го і 1-го класу (25 років)
- Хрест Воєнних заслуг 2-го і 1-го класу з мечами
- Німецький хрест в сріблі (1 серпня 1943)